# Paolo Spinola (regista)
Paolo Spinola (Torino, 27 luglio 1929 – Roma, 11 marzo 2005) è stato uno sceneggiatore, regista e imprenditore italiano.

## Biografia
Appartenente alla nobile famiglia genovese e trasferitosi a Roma nei primi anni 1950, collabora come sceneggiatore ed aiuto regista per Gianni Franciolini, nel 1964 lavora al suo primo film come soggettista e regista La fuga, proseguendo in altri rari lavori per il cinema, sino al 1977 anno della sua ultima pellicola realizzata.
Successivamente si trasferisce a Tassarolo, ove dà vita ad un'azienda vitivinicola nella tenuta di famiglia.

## Filmografia

### Regista
- La fuga (1964)
- L'estate (1966)
- La donna invisibile (1969)
- Un giorno alla fine di ottobre (1977)

### Aiuto regista
- Il mondo le condanna, regia di Gianni Franciolini (1953)
- Piscatore 'e Pusilleco, regia di Giorgio Capitani (1954)
- Peccato di castità, regia di Gianni Franciolini (1956)
- La finestra sul Luna Park, regia di Luigi Comencini (1957)
- Agguato a Tangeri, regia di Riccardo Freda (1957)
- Racconti d'estate, regia di Gianni Franciolini (1958)